# Sbarro Bi-moto Scorpius
La Sbarro Bi-moto Scorpius è una vettura realizzata da Franco Sbarro nel 2000.

## Sviluppo
La vettura si poneva come un ibrido tra un'autovettura e una motocicletta che ne combinava le soluzioni tecniche. Venne costruita grazie alla collaborazione degli studenti della scuola di design francese Espera. 

## Tecnica
Il mezzo era dotato di due posti separati ed era alimentato da due propulsori Yamaha a quattro cilindri che accoppiati producevano una potenza di 260 cv. Questi ultimi erano gestiti da un cambio di tipo sequenziale, mentre il telaio non era fissato alle ruote, permettendo alla vettura di inclinarsi di 25° durante le sterzate.